# Потапов Володимир Олексійович
Потапов Володимир Олексійович (нар. 19 листопада 1956) — доктор технічних наук, професор кафедри інтегрованих електротехнологій та енергетичного машинобудування Державного біотехнологічного університету.

## Біографія
Влодимир Олексійович народився 19 листопада 1956 року в м. Ворошиловград, нині Луганськ.
У 1979 році закінчив Харківський державний університет ім. О. М. Горького.
З 1980 по 1982 роки був молодшим науковим співробітником НДС у Харківському інституті громадського харчування.
З 1982 по 1983 роки асистент кафедри обладнання Харківського інституту громадського харчування.
З 1983 по 1990 роки працював інженером кафедри фізики твердого тіла Харківського державного університету ім. О. М. Горького.
З 1990 по 1991 роки був старшим лаборантом кафедри фізики Харківського інституту громадського харчування.
З 1991 по 1992 роки асистент кафедри фізики Харківського інституту громадського харчування.
З 1992 по 1997 роки працював на посаді старшого викладача кафедри фізики Харківського інституту громадського харчування.
У 1994 році навчався в аспірантурі Одеського технологічного інституту харчової промисловості.
З 1997 по 2007 роки працював доцентом кафедри енергетики та фізики Харківського державного університету харчування і торгівлі.
З 2007 по 2015 роки завідувач кафедри холодильної та торговельної техніки Харківського державного університету харчування і торгівлі.
З 2015 по 2018 роки завідувач кафедри холодильної та торговельної техніки і прикладної механіки Харківського державного університету харчування і торгівлі.
З 2018 по 2019 роки завідувач кафедри підготовки та перепідготовки фахівців холодильної та торговельної галузей.
З 2018 по 2020 роки експерт Наукової ради МОН секції «Наукові проблеми харчових технологій та промислової біотехнології».
З 2019 по 2021 роки завідувач кафедри енергетичного машинобудування, інженерних та фізико-математичних дисциплін Харківського державного університету харчування і торгівлі.
З 2020 по теперішній час експерт Національного фонду досліджень України, секція природничих, технічних наук і математики.
З 2021 по теперішній час професор кафедри інтегрованих електротехнологій та енергетичного машинобудування Державного біотехнологічного університету.

## Праці
http://athra.btu.kharkiv.ua/browse?guid=/ATHRA/HNTUSG/P04015-00695-55973-03393 автор більше ніж 400 наукових праць, в тому числі, що ідексуються в  наукометричних базах Scopus та Web of Science - 9, навчальні посібники - 7, монографії - 10.

## Відзнаки та нагороди
- почесна грамота МОН України (2008);
- нагрудний знак «Відмінник освіти України» (2011);
- нагрудний знак «За наукові та освітні досягнення» (2017).